# Bairdia foveolata
Bairdia foveolata är en kräftdjursart. Bairdia foveolata ingår i släktet Bairdia och familjen Bairdiidae. Inga underarter finns listade.